# Gallneukirchen

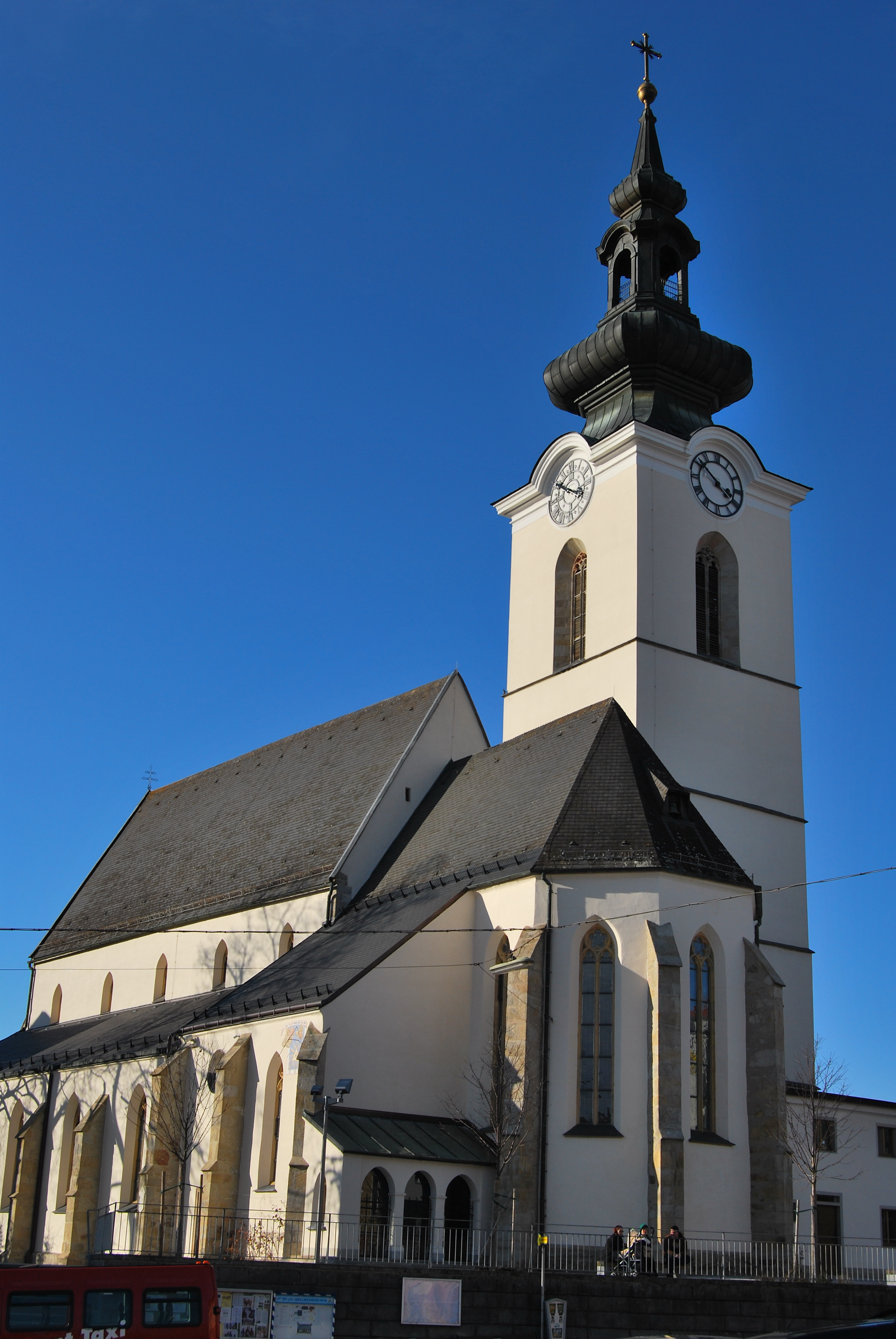
Kerk

Gallneukirchen is een gemeente in de Oostenrijkse deelstaat Opper-Oostenrijk, gelegen in het district Urfahr-Umgebung. De gemeente heeft ongeveer 5900 inwoners.

## Geografie
Gallneukirchen heeft een oppervlakte van 5 km². De gemeente ligt in het noorden van de deelstaat Opper-Oostenrijk, in het noorden van Oostenrijk. De gemeente ligt ten noorden van de stad Linz en ten zuiden van de grens met Tsjechië.
Alberndorf in der Riedmark · Altenberg bei Linz · Bad Leonfelden · Eidenberg · Engerwitzdorf · Feldkirchen an der Donau · Gallneukirchen · Goldwörth · Gramastetten · Haibach im Mühlkreis · Hellmonsödt · Herzogsdorf · Kirchschlag bei Linz · Lichtenberg · Oberneukirchen · Ottenschlag im Mühlkreis · Ottensheim · Puchenau · Reichenau im Mühlkreis · Reichenthal · Schenkenfelden · Sonnberg im Mühlkreis · Sankt Gotthard im Mühlkreis · Steyregg · Vorderweißenbach · Walding · Zwettl an der Rodl
- Gemeinsame Normdatei: 4325507-3
- Library of Congress Control Number: n85012402
- MusicBrainz: 6988343e-1ead-4361-9258-a6a7797eb9d8
- Nationale Bibliotheek van Israël: 987007562214305171
- Virtual International Authority File: 146638532
- WorldCat: E39PBJfxdBvRMCY7qckfgQxbh3